# Liste der geistlichen Institute im Herzogtum Westfalen
Die Liste der geistlichen Institute im Herzogtum Westfalen umfasst alle Klöster und Stifte in diesem Territorium bis zum Ende des Heiligen römischen Reiches. Zu den vertretenen Ordensgemeinschaften zählten die Augustiner, Benediktiner, Franziskaner, Jesuiten, Kapuziner, Minoriten, Prämonstratenser, Zisterzienser sowie eine Kommende des Deutschen Ordens. An einigen Orten kam es zeitweise auch zur Entstehung von Beginengemeinschaften. Die Gründungen erfolgten im Zeitraum zwischen 826 und 1744. Die Aufhebungen erfolgten im Zeitraum 1803 bis 1834.

## Klosterlandschaft

### Frühmittelalter
Die ersten monastischen Gemeinschaften entstanden nur wenige Jahrzehnte nach der Eingliederung der später zum Herzogtum Westfalen gehörenden Gebiete in das karolingische Herrschaftsgebiet. Zu den frühesten Gründungen gehört die später so genannten Propstei Obermarsberg, die auf der ehemals sächsischen Eresburg gegründet wurde. In den folgenden Jahrhunderten standen hinter den Gründungen vor allem der regionale Adel. So war das Kanonissenstift Meschede eng mit den Grafen von Werl verbunden. Auch die anderen bis zur Jahrtausendwende entstandenen Stifte Geseke und Oedingen waren adelige Gründungen. Die Stifter stellten Güter zur materiellen Versorgung zur Verfügung. Gleichzeitig hatten meist Frauen aus den Stifterfamilien zumindest anfangs die Leitung der Einrichtungen inne. Bis zum Ausgang des 11. Jahrhunderts waren diese zu dieser Zeit sehr wohlhabenden Frauengemeinschaften prägend. Eine Besonderheit stellte das St. Patroklistift in Soest dar, dass ein Kollegiatstift von Priestern war.

### Hochmittelalter
Eine neue Entwicklungslinie begann durch die Gründung des Klosters Grafschaft durch Erzbischof Anno II. Die Gründung diente auch dazu den weltlichen Einfluss der Kölner Erzbischöfe in der Region zu vergrößern. Mit dem Kloster kam aber auch der Benediktinerorden in die Region, der bisher nur über die alte Propstei in Marsberg verfügte.
In der Folge kam es zu einer fast hundertjährigen Stagnation der Klosterentwicklung. Zwischen 1072 und 1170 wurde keine neue Einrichtung gegründet. Die zeitgenössischen Umbrüche im Klosterwesen gingen daher fast vollständig an der Region vorüber.
Eine neue Gründungswelle begann mit dem Entstehen der Prämonstratenser und der Zisterzienser. Das Stift Wedinghausen entstand als Sühnekloster des Grafen Heinrich I. von Arnsberg. Von dort aus kam es mit der Gründung der Klöster Rumbeck, und Oelinghausen zur Entstehung einer europaweit bemerkenswert dichten Ansammlung von Prämonstratensergemeinschaften auf relativ engen Raum. Auch in der Stadt Soest hat es schon früh Prämonstratenserinnen gegeben.
Erste Impulse für die Entstehung von Zisterzienserklöstern gingen von Erzbischof Adolf von Altena aus. Auf dessen Initiative kamen 1196 Zisterzienser aus dem Kloster Hardehausen ins Kloster Bredelar und verdrängten die dortige Frauenkommunität. Die weiteren Gründungen von Zisterziensergründungen in der Region fielen ins 13. Jahrhundert als die Hochzeit dieses Ordens eigentlich schon überschritten war.
Auf Grund der wenig städtischen Struktur der Region blieb die Bedeutung der Bettelorden des 13. Jahrhunderts vergleichsweise gering. Lediglich im städtisch geprägten Soest konnten die Bettelorden stärker Fuß fassen. Dort entstanden in den 1230er Jahren eine Dominikaner- und eine Franziskanerniederlassung.
Im Zuge der religiösen Frauenbewegung des 13. Jahrhunderts entstanden verschiedene Zisterzienserinnenklöster, ein Dominikanerinnenkloster sowie mehrere Beginenhäuser. Im Wesentlichen war die Entwicklung der regionalen Klosterlandschaft zu Beginn des 14. Jahrhunderts weitgehend abgeschlossen. Am Ende dieses Jahrhunderts kam es mit dem Kollegiatstift St. Johannes in Attendorn und dem Kloster Ewig der Augustinerchorherren noch zwei Einrichtungen hinzu. Spätere kleinere noch mittelalterliche Gründungen spielten über ihren engeren Raum hinaus kaum eine Rolle.

### Spätmittelalter und frühe Neuzeit
Im Spätmittelalter bildete die Zeit etwa von 1350 und 1400 eine Phase in der kaum noch monastische Gemeinschaften in der Region entstanden. Im 15. Jahrhundert folgten dann noch eine Reihe von weiblichen Gemeinschaften, sieht man einmal von der Kanonie der Kreuzbrüder zu Glindfeld ab. Abgesehen vom Kloster Odacker kam es im gesamten 16. Jahrhundert zu keiner weiteren Klostergründung in der Region. Eine neue Gründungsphase fällt in das 17. und 18. Jahrhundert. Die Niederlassung der Augustiner-Chorfrauen in Arnsberg hatte jedoch nur von 1685 bis 1717 Bestand.
Neben Klöstern und ähnlichen Einrichtungen der Vita communis gab es Klausen. Am Ende des alten Reiches gab es noch vier derartiger Einrichtungen für einzeln lebende Mönche oder Nonnen. Dies waren die Klause bei Meschede, eine Klause in Balve in der Nähe der Balver Höhle, die Rodentelgenkapelle in Bruchhausen sowie die Klause auf dem Sondern bei Bilstein.
Für die Endphase des alten Reiches zeichnet Mathias Pape ein ausgesprochen negatives Bild des regionalen Klosterwesens. Einige Klöster hatten sich wie Grafschaft durch Neubauten finanziell ruiniert, in anderen war die Klosterzucht gering, die Qualität der Klosterschulen war teilweise gering, es gab Konflikte in den Gemeinschaften und teilweise plädierte die Äbtissin wie in Drolshagen selbst für eine Aufhebung der Klöster. Auch der Landdrost Franz Wilhelm von Spiegel plante die Auflösung der Klöster.

## Verzeichnis
| Kloster                                        | Ordensgemeinschaften                                              | Ort           | Gründung                  | Aufhebung                     | Bild |
| ---------------------------------------------- | ----------------------------------------------------------------- | ------------- | ------------------------- | ----------------------------- | ---- |
| Propstei Obermarsberg                          | Benediktiner                                                      | Obermarsberg  | ab 826                    | 1805                          |      |
| Stift Meschede                                 | Kanonissenstift, dann Kanoniker                                   | Meschede      | um 870                    | 1310                          |      |
| Frauenstift Geseke                             | Kanonissenstift                                                   | Geseke        | 946                       | 1823                          |      |
| Patroklistift                                  | Kanonikerstift                                                    | Soest         | 965                       | 1811                          |      |
| Damenstift Oedingen                            | Kanonissen                                                        | Lennestadt    | um 1000                   | 1533                          |      |
| Kloster Grafschaft                             | Benediktiner                                                      | Schmallenberg | 1072                      | 1804                          |      |
| St. Walburgis                                  | Prämonstratenserinnen, seit 1218 Augustinerinnen                  | Soest         | 1164                      | 1812                          |      |
| Kloster Bredelar                               | Prämonstratenserinnen, ab 1196 Zisterzienser                      | Marsberg      | 1170                      | 1804                          |      |
| Kloster Wedinghausen                           | Prämonstratenser                                                  | Arnsberg      | 1173                      | 1803                          |      |
| Kloster Oelinghausen                           | anfangs Prämonstratenserdoppelkloster, dann Prämonstratenserinnen | Arnsberg      | 1174                      | 1804                          |      |
| Augustinerinnenkloster Küstelberg              | Augustinerinnen                                                   | Medebach      | um 1177                   | 1297                          |      |
| Kloster Rumbeck                                | Prämonstratenserinnen                                             | Arnsberg      | 1191                      | 1804                          |      |
| Dominikanerkloster Soest                       | Dominikaner                                                       | Soest         | 1228/32                   | 1812                          |      |
| Franziskanerkloster Soest                      | Franziskaner                                                      | Soest         | 1233                      | 1814                          |      |
| Kloster Drolshagen                             | Zisterzienserinnen                                                | Drolshagen    | 1235                      | 1803                          |      |
| Kloster Benninghausen                          | Zisterzienserinnen                                                | Lippstadt     | 1240                      | 1804                          |      |
| Kloster Welver                                 | Zisterzienserinnen                                                | Welver        | 1240                      | 1809                          |      |
| Benediktinerpropstei Belecke                   | Benediktiner                                                      | Warstein      | vor 1240                  | 1804                          |      |
| Kloster Himmelpforten                          | Zisterzienserinnen                                                | Ense          | 1246                      | 1804                          |      |
| Kloster Paradiese                              | Dominikanerinnen                                                  | Soest         | 1251                      | 1808                          |      |
| Beginenhaus Marsberg                           | Beginen                                                           | Marsberg      | 1259                      |                               |      |
| Deutschordenskommende Mülheim                  | Deutscher Orden                                                   | Mülheim       | 1266                      | 1809                          |      |
| Schwesternhaus                                 |                                                                   | Soest         | 1279/1300                 |                               |      |
| Beginenhäuser                                  |                                                                   | Soest         | Ende des 13. Jahrhunderts |                               |      |
| Augustinerinnenkloster Glindfeld               | Augustinerinnen                                                   | Medebach      | 1297                      | 1499                          |      |
| Stift Meschede                                 | Kanoniker                                                         | Meschede      | 1310                      | 1805                          |      |
| Beginenhaus                                    | Beginen                                                           | Attendorn     | ab 1317                   |                               |      |
| Kloster Annenborn                              | Augustinerinnen                                                   | Anröchte      | 1322                      | 1408                          |      |
| Kollegiatstift St. Johannes Baptista Attendorn |                                                                   | Attendorn     | 1396                      | 1825                          |      |
| Augustinerinnenniederlassung Rüthen            | Augustinerinnen                                                   | Rüthen        | 1480                      | 1734 (bzw. 1772)              |      |
| Augustiner-Chorherrenkanonie Ewig              | Augustiner                                                        | Attendorn     | 1420                      | 1803                          |      |
| Beginenhaus                                    |                                                                   | Werl          | 1429                      |                               |      |
| Kloster Galiläa                                | Dominikanerinnen                                                  | Meschede      | 1430                      | 1810                          |      |
| Kloster Störmede                               | Augustinerinnen                                                   | Geseke        | 1483                      | 1804                          |      |
| Kanonie der Kreuzbrüder zu Glindfeld           | Kreuzherren                                                       | Medebach      | 1499                      | 1804                          |      |
| Benediktinerinnenkloster Odacker               | Augustinerinnen, Benediktinerinnen                                | Warstein      | 13. Jahrhundert/1513      | 1804                          |      |
| Jesuitenmission Arnsberg                       | Jesuiten                                                          | Arnsberg      | 1622                      | 1773                          |      |
| Franziskanerkloster Attendorn                  | Franziskaner                                                      | Attendorn     | 1637                      | 1822                          |      |
| Franziskanerkloster Geseke                     | Franziskaner                                                      | Geseke        | 1637                      | 1834                          |      |
| Deutschordenskommende Waldenbung               | Deutscher Orden                                                   | Attendorn     | 1638                      | 1692                          |      |
| Propstei Eikeloh                               | Prämonstratenserinnen                                             | Erwitte       | 1639                      | 1803                          |      |
| Kloster Werl                                   | Kapuziner                                                         | Werl          | 1645                      | 1834                          |      |
| Minoritenkloster Brilon                        | Minoriten                                                         | Brilon        | 1653                      | 1806                          |      |
| Kapuzinerkloster Rüthen                        | Kapuziner                                                         | Rüthen        | 1657                      | 1806                          |      |
| Kloster Brunnen                                | Kapuziner                                                         | Sundern       | 1722                      | 1834                          |      |
| Kapuzinerkloster Marsberg                      | Kapuziner                                                         | Marsberg      | 1744                      | 1812                          |      |
| Schwesternhaus Niederbergheim                  | Augustinerinnen                                                   | Warstein      | 1456                      | vor 1590                      |      |
| Augustiner Chorfrauen                          | Augustinerinnen                                                   | Arnsberg      | 1685                      | 1717                          |      |
| Schwesternhaus                                 | Augustinerinnen                                                   | Marsberg      | 1442                      | Bestand nur wenige Jahrzehnte |      |

## Zeit nach der Säkularisation
Nachdem das Herzogtum an die Landgrafschaft Hessen-Darmstadt gefallen war, wurden die meisten Klöster säkularisiert.
Seit der zweiten Hälfte des 19. Jahrhunderts setzten Neugründungen ein. Im Jahr 1913 zählte man 59 Niederlassungen von Orden oder Kongregationen. Abgesehen von den Franziskanerklöstern in Attendorn und Werl sowie dem 1902 als theologische Ausbildungsstätte und Missionshaus gegründeten Kloster Oeventrop handelte es sich mehrheitlich um Einrichtungen für Frauen. Neben Klöstern im eigentlichen Sinn gehörten dazu auch Filialen von Mutterhäusern etwa in Krankenhäusern. Die Zahl der Ordensangehörigen betrug 1913 960 Personen. Im Jahr 1931 lebten in 96 Einrichtungen 1585 Angehörige von Orden oder Kongregationen. Die größte Gruppe stellten die Franziskanerinnen von der ewigen Anbetung zu Olpe. Diese Kongregation wurde 1863 in Olpe gegründet und hat sich aus der Region ins übrige Deutschland und nach Nordamerika, den Philippinen und Brasilien ausgebreitet.
Das Benediktinerkloster Königsmünster in Meschede entstand 1928. Das Kloster Grafschaft ist seit 1948 Mutterhaus der Borromäerinnen. Das Bergkloster Bestwig war zwischen 1969 und 2003 das Mutterhaus der Schwestern der hl. Maria Magdalena Postel in Deutschland. Heute ist Bestwig Sitz der Europäischen Provinz.
Im Jahr 1983 bestanden acht männliche klosterähnliche Einrichtungen. Die Zahl der weibliche Institute betrug 66.